# 광주 이씨 묘역
광주 이씨 묘역은 대한민국 경기도 성남시 중원구 하대원동에 있다. 2006년 3월 27일 성남시의 향토문화재 제7호로 지정되었다.

## 개요
하대원동 일대 광주이씨 묘역은 둔촌(遁村) 이집(李集)의 자손들 묘역으로 인물들의 사적(史蹟)과 함께 조선 전기 묘역이다.

## 같이 보기
- 둔촌 이집 묘역 - 경기도 기념물 제219호